# Ayerbe
Ayerbe egy község Spanyolországban, Huesca tartományban. Ayerbe Biscarrués, Loarre, Loscorrales, Lupiñén-Ortilla és Las Peñas de Riglos községekkel határos. Lakosainak száma 1066 fő (2024).

## Nevezetességek
- Ayerbei óratorony (18. század vége)

## Népesség
A település lakosságának változását az alábbi diagram mutatja:
| Lakosok száma | 1114 | 1092 | 1112 | 1125 | 1125 | 1097 | 1100 | 1009 | 1028 | 1066 |
|               | 2001 | 2004 | 2006 | 2009 | 2011 | 2014 | 2016 | 2019 | 2021 | 2024 |